# Müritz-Nationalpark
Der 1990 gegründete Müritz-Nationalpark befindet sich im Süden Mecklenburg-Vorpommerns und ist der größte terrestrische Nationalpark Deutschlands. Der Park erstreckt sich über die zwei räumlich getrennten Gebiete der Mecklenburgischen Seenplatte und eines Teiles der Feldberger Seenlandschaft. Der westliche größere Teil ist das Teilgebiet Müritz, der kleinere östliche Teil wird Teilgebiet Serrahn genannt. Zwischen den Teilgebieten liegt im Wesentlichen das Stadtgebiet von Neustrelitz.
Mit dem Gebiet östlich vom Leppinsee, Woterfitzsee und Priesterbäker See gehört der Großteil des Nationalparks zur historischen Kulturregion Mecklenburg-Strelitz, das Gebiet westlich davon zur Region Mecklenburg-Schwerin.

## Charakteristika

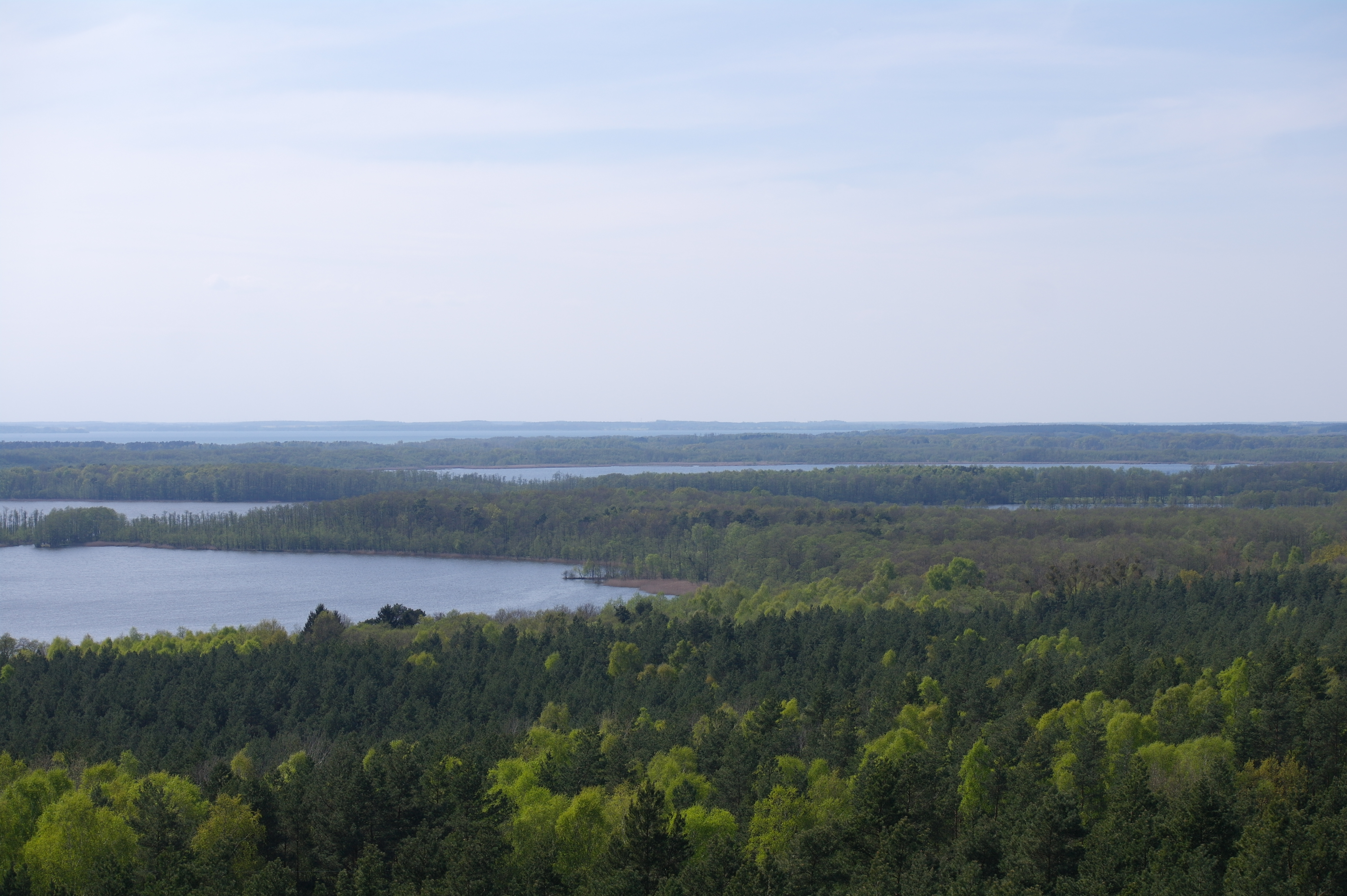
Blick vom Käflingsbergturm über das Kerngebiet des Nationalparks aus Wald und Wasser

Der insgesamt 322 km² große Nationalpark ist zu 72 Prozent von Wäldern und zu 13 Prozent von Seen bedeckt; acht Prozent des Gebietes sind Moore und fünf Prozent Wiesen und zwei Prozent Äcker.
Landschaftsprägend war die Weichseleiszeit vor etwa 15.000 Jahren. Die Gletschermassen der Pommerschen Hauptendmoräne hinterließen Findlinge, Zungenbecken, Rinnen und zahllose Toteislöcher. Letztere sind heute als Seen (zum Beispiel die Wienpietschseen) und Sölle überall in der Landschaft verstreut.
Insgesamt gibt es im Nationalpark 108 Seen mit mehr als einem Hektar Fläche und unzählige kleinere Stillgewässer. Die Müritz ist mit einer Fläche von 117 Quadratkilometern das größte Gewässer, das vollständig innerhalb Deutschlands liegt.

### Teilgebiet Müritz
Das Teilgebiet Müritz umfasst vor allem das östliche Hinterland der Müritz. Außer der Müritz, die nur zu kleinen Teilen im Nationalpark liegt, sind größere Gewässer im westlichen Teil der Feisnecksee, Rederangsee, Specker See und Woterfitzsee. Einige Seen am Ostufer der Müritz waren auf Grund von Wasserstandsschwankungen durch Mühlenstaue und der Regulierung der Elde zeitweise Teil der Müritz.
Die höchste Erhebung im allgemein flacheren Müritzer Teil ist der Käflingsberg mit 100,3 m ü. NHN. Hier befindet sich mit dem Käflingsbergturm ein kombinierter Aussichts-, Feuerwacht- und Mobilfunksendeturm.

### Teilgebiet Serrahn

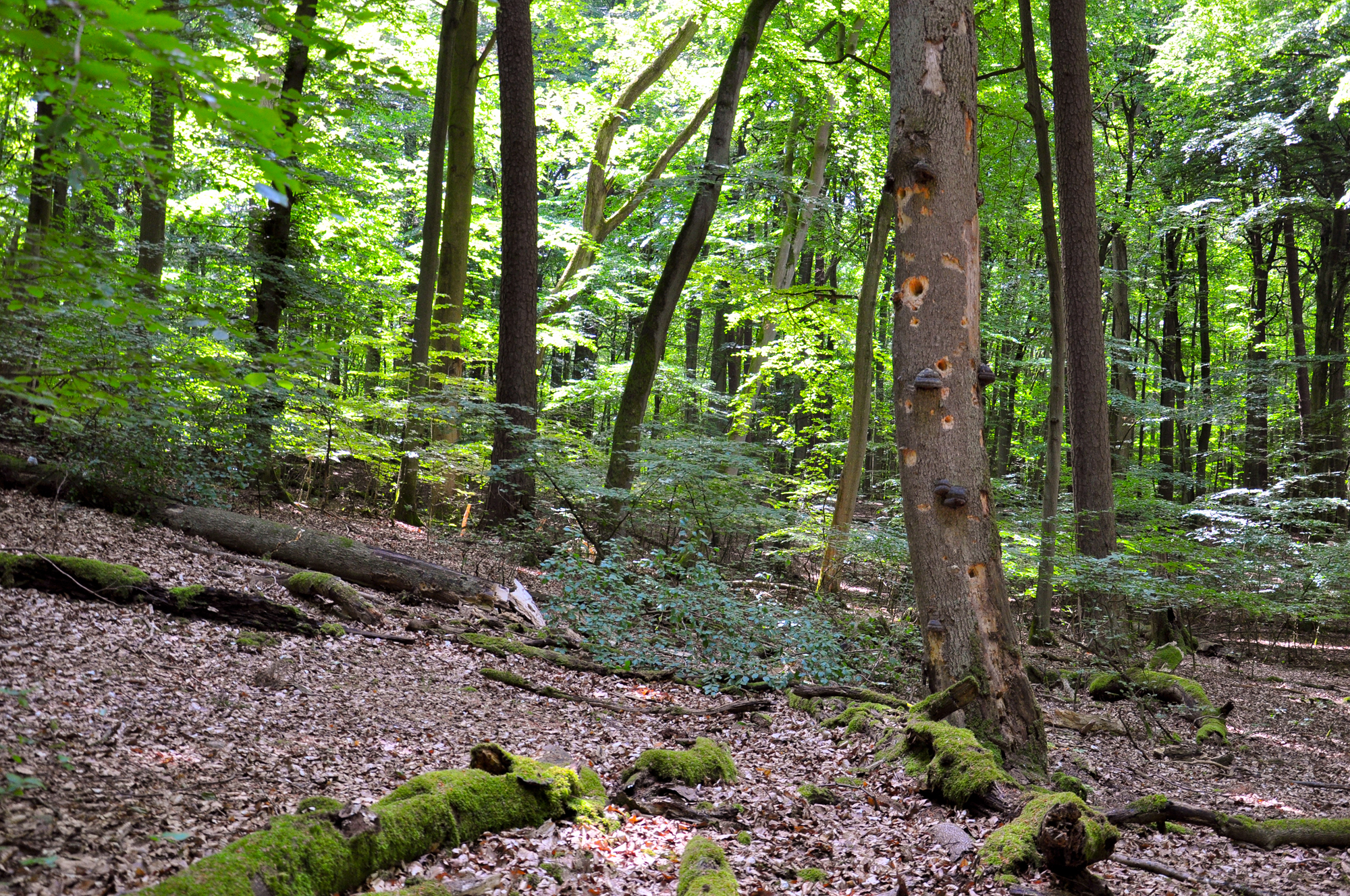
Urwald Serrahn mit Totholz

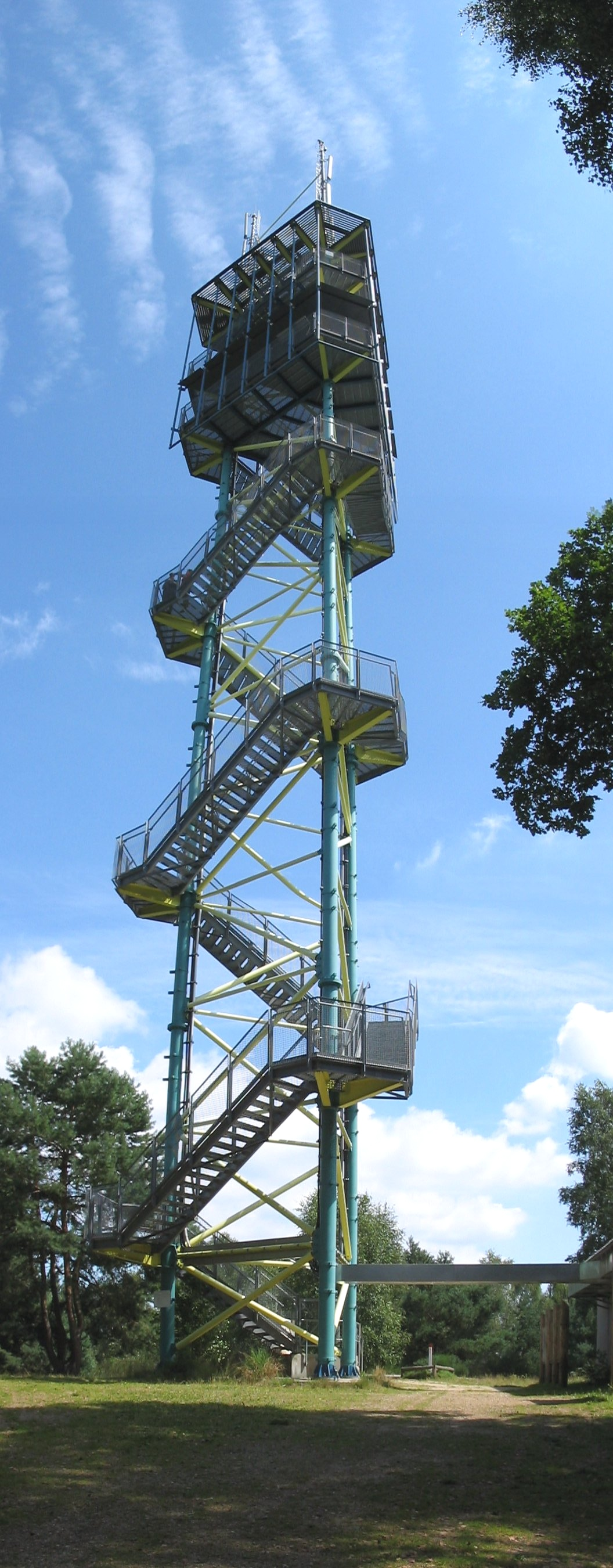
Käflingsbergturm bei Speck, ein Aussichtsturm im Müritz-Nationalpark mit 55 m Höhe

Das Teilgebiet Serrahn umfasst den östlichen Teil des Nationalparks und befindet sich im Übergang zwischen der Mecklenburgischen Seenplatte zur Feldberger Seenlandschaft. In dem waldreichen hügeligen Teil des Nationalparks gibt es mit dem Großen Fürstenseer See, dem Schweingartensee und dem Zwirnsee größere Seen. Die sind jedoch nicht so landschaftsprägend wie im Westteil. Das Teilgebiet Serrahn wird vom Naturpark Feldberger Seenlandschaft umschlossen.
Im Teilgebiet Serrahn befinden sich mit dem Hirschberg (143,7 m ü. NHN) und dem Warsberg (143,2 m ü. NHN) die höchsten Erhebungen im Nationalpark. Weitere bedeutende Anhöhen sind die Serrahner Berge mit 124,2 m ü. NHN. Am 25. Juni 2011 wurden Waldteile dieses Schutzgebietes zum UNESCO-Weltnaturerbe ernannt. Diese internationale Auszeichnung erhielt das Gebiet gemeinsam mit vier weiteren Wäldern in verschiedenen Teilen Deutschlands und ergänzen so zehn Buchenurwälder in den slowakischen und ukrainischen Karpaten. Zusammen bilden sie das UNESCO-Weltnaturerbe „Buchenurwälder der Karpaten und Alte Buchenwälder Deutschlands“.

## Klima
Der Müritz-Nationalpark liegt in einer Zone des Übergangs vom subatlantischen zum subkontinentalen Klima. Das heißt, der ozeanische Einfluss ist nur noch schwach ausgeprägt, und das kontinentale Wetter hat erst geringe Bedeutung.
Das Mikroklima im Bereich der Müritz wird wesentlich durch den See beeinflusst. Der Jahresgang der Temperatur wird durch die große Wasserfläche sowohl bei der Erwärmung im Frühjahr als auch bei der Abkühlung im Herbst abgefedert.
Waren (Müritz) hat mit dem langjährigen Mittel von −4 °C die niedrigste Februartemperatur in Mecklenburg-Vorpommern. Dadurch, dass Niederschläge häufig über der Müritz und den anderen mecklenburgischen Großseen abregnen, herrscht im westlichen Teil des Nationalparks relative Niederschlagsarmut. Im östlichen Teil nehmen die Niederschläge vor allem im Sommer zu. Als Ursache könnte die starke sommerliche Erwärmung der Sanderflächen und die damit verbundene erhöhte Gewittertätigkeit, als auch das Abregnen an über 140 m ü. NHN hohen Anhöhen des Strelitzer Lobus, der Pommerschen Endmoräne, angenommen werden.
Im östlichen Teil treten durch große geschlossene Buchenwälder mit eingebetteten Senken lokalklimatische Einflüsse auf. So kommt es in den Senken sehr oft zur Bildung sogenannter Kaltluftseen.

## Geologie
Als während der letzten Vereisung vor ca. 12.000 Jahren der Eispanzer über Nordeuropa abschmolz, schob das langsam fließende Gletschereis Endmoränen vor sich her. Mit dem zunehmenden Abtauen der Eismassen, spülte das Schmelzwasser Sand auf. Diesem Umstand verdankt die Region ihren sehr sandigen Boden. Im Zuge der glazialen Serie bezeichnet man ein solches Gebiet als Sander.

## Fauna und Flora
In dem Gebiet haben unter anderem viele See- und Fischadler ihr Einstandgebiet. Insbesondere die Fischadler kann man von Aussichtskanzeln aus bei ihrer Brut und beim Jagen beobachten.
Krick- und Knäkenten brüten in der dichten Ufervegetation der Müritz, Teichrohrsänger und die seltene Rohrdommel sind in den Feuchtgebieten zu Hause. Während der Vogelzugzeit halten sich Watvögel wie Zwergstrandläufer, Rotschenkel und Grünschenkel im Gebiet auf. Kraniche sind mit über 100 Brutpaaren häufige Brutvögel im Müritz-Nationalpark.
Botanisch bemerkenswert sind Riede aus seltenen Sauergrasarten wie dem Schneidried (Cladium mariscus) und große, landschaftsprägende, am Ostufer der Müritz auch flächig vorkommende Wacholderbestände, die ehemals intensiv als Viehweiden genutzt wurden. Auf diesen Weideflächen sind Orchideenarten weit verbreitet.
Das Vorkommen zahlreicher unterschiedlicher Biotoptypen gewährleistet auch eine hohe Biodiversität der Tier- und Pflanzenarten im Nationalpark. Es wurden bisher 54 Säugetierarten, 214 Vogelarten, 859 Käferarten, 673 Großschmetterlingsarten, 61 Spinnenarten, 16 Reptilien- und Amphibienarten und 26 Fischarten im Nationalpark beobachtet. Die Flora setzt sich u. a. zusammen aus 910 Gefäßpflanzenarten, 133 Moosarten und 17 Armleuchteralgen. Außerdem wurden 593 Pilzarten und 152 Flechtenarten gezählt.
Im Mai 2012 konnte erstmals ein so genannter „Wanderwolf“ im Müritz-Nationalpark bestätigt werden. Seitdem werden immer wieder umherziehende Wölfe im Schutzgebiet und der Umgebung des Nationalparks registriert. Der Nationalpark bietet genügend Platz und Nahrung für ein Wolfsrudel. Sonstige Raubtierarten stammen vor allem aus der Familie der Marderartigen, wie z. B. Baum- und Steinmarder, aber auch der Rotfüchse und Waschbären sind vertreten.
Das Schalenwild wird im Müritz-Nationalpark durch Schwarz-, Reh-, Rot-, Dam- und Muffelwild vertreten.

## Geschichte
Die Besiedlung der Müritz-Region, die den heutigen Nationalpark beinhaltet, begann bereits am Ende der letzten Vereisung durch einige Nomadenstämme. Auch für die Slawen bot die Region immer wieder unterschiedliche Siedlungsplätze, allerdings wurden diese immer wieder aufgegeben, da die nährstoffarmen Sander keine gute Grundlage für den vor allem im Mittelalter stark eingesetzten Ackerbau waren.
Als eine der letzten Amtshandlungen der Regierung der Deutschen Demokratischen Republik (DDR) gelang es dem damaligen stellvertretenden Umweltminister Michael Succow zusammen mit weiteren engagierten Naturschützern im Rahmen des Nationalparkprogramms, mehrere Großschutzgebiete (Nationalparks, Biosphärenreservate) auszuweisen, darunter auch 320 km² inmitten der Mecklenburgischen Seenplatte.

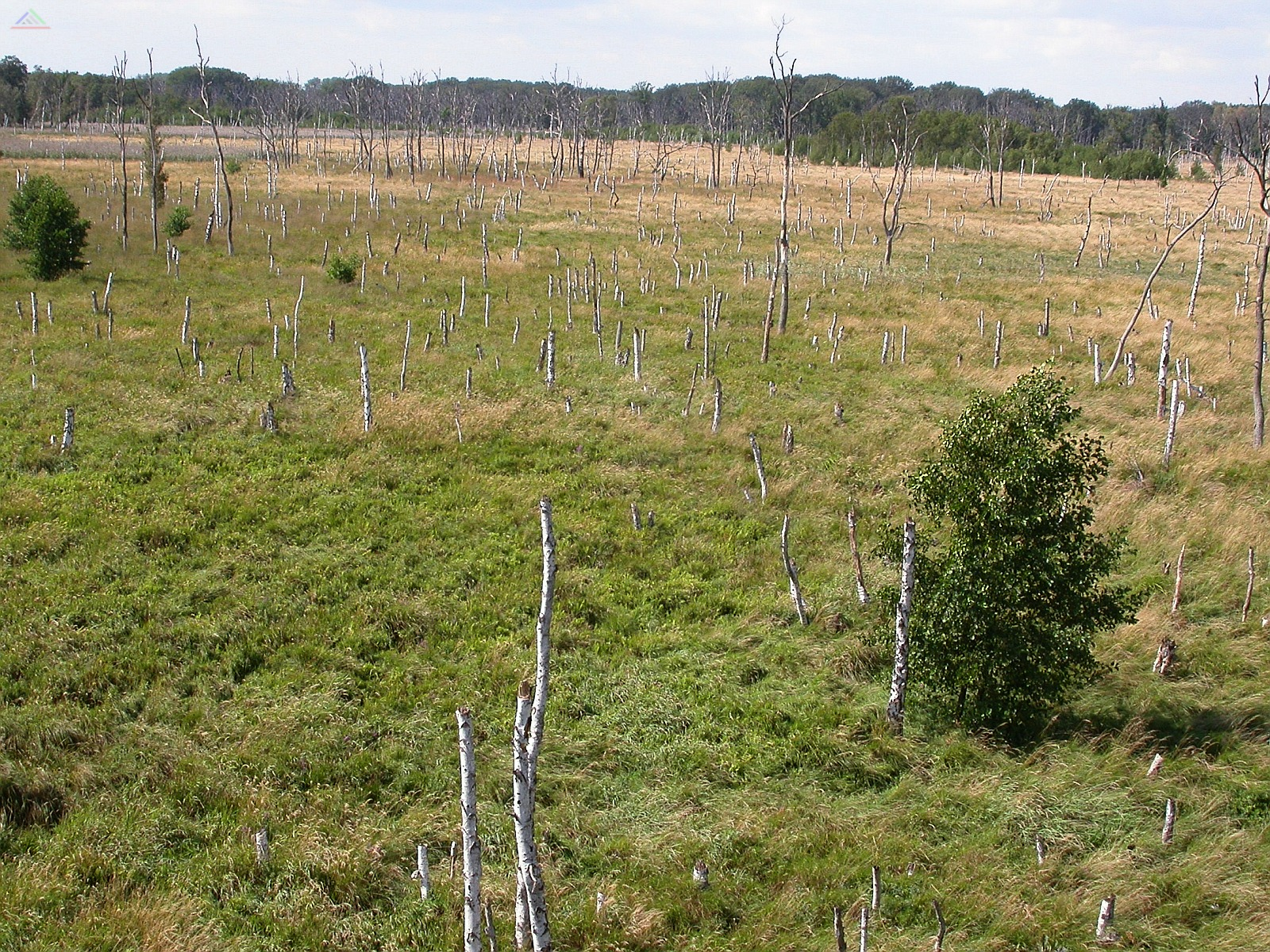
Moorrenaturierung: Durch wieder angehobene Wasserstände sterben die Birken ab

Während der Zeit der DDR war in dieser Region ein sogenannter „produktionsintegrierender Naturschutz“ propagiert worden. Das extrem dünn besiedelte Land wurde für militärische Übungen, Staatsjagden sowie eine intensive Forst- und Landwirtschaft genutzt. So wurde durch die Sowjetarmee eine Fläche von ca. 3.500 ha, die zentral im heutigen Müritz-Teil des Nationalparks liegt, intensiv als Panzerübungs- und Schießplatz genutzt. Des Weiteren war der Bevölkerung das Betreten der als Staatsjagdgebiet genutzten Wälder untersagt. Zwölf Kilometer der Uferzone der Müritz standen allerdings auch schon zu DDR-Zeiten unter strengerem Naturschutz.
Die intensive Forstwirtschaft hat dafür gesorgt, dass monotone Kiefernforste den Nationalpark heute noch prägen. Eine Entwicklung hin zu naturraumtypischem Laubwald ist von der Nationalparkverwaltung eingeleitet worden, jedoch wird dieser Prozess mehrere Jahrzehnte in Anspruch nehmen. Seit 2018 wurde im Nationalparkgebiet der Holzanschlag eingestellt. In einem separaten Areal im Osten des Nationalparks, auf den Hügeln von Serrahn, lässt sich jedoch schon besichtigen, welches Gesicht das Gebiet tragen wird, wenn sich Waldgesellschaften wieder ungestört gemäß den natürlichen Bedingungen entwickeln können. Hier findet man einen größeren, urwaldartigen Bestand alter Rotbuchen.
Die von der DDR-Verwaltung fortgesetzte Entwässerung des Gebiets durch Kanäle und Gräben senkte den Grundwasserspiegel kontinuierlich. Ausgedehnte Birkenwälder entstanden im Lauf der Jahre. Die Nationalparkverwaltung hat Kanäle und Gräben verschlossen und somit das Grundwasser auf das ursprüngliche Niveau angehoben. In der Folge starben Birken ab, die eigentliche Flora entsteht langsam wieder. Da der Prozess ohne weiteren Eingriff durch den Menschen verläuft, sind derzeit ausgedehnte Flächen mit Birkenstümpfen zu sehen.

## Touristische Erschließung

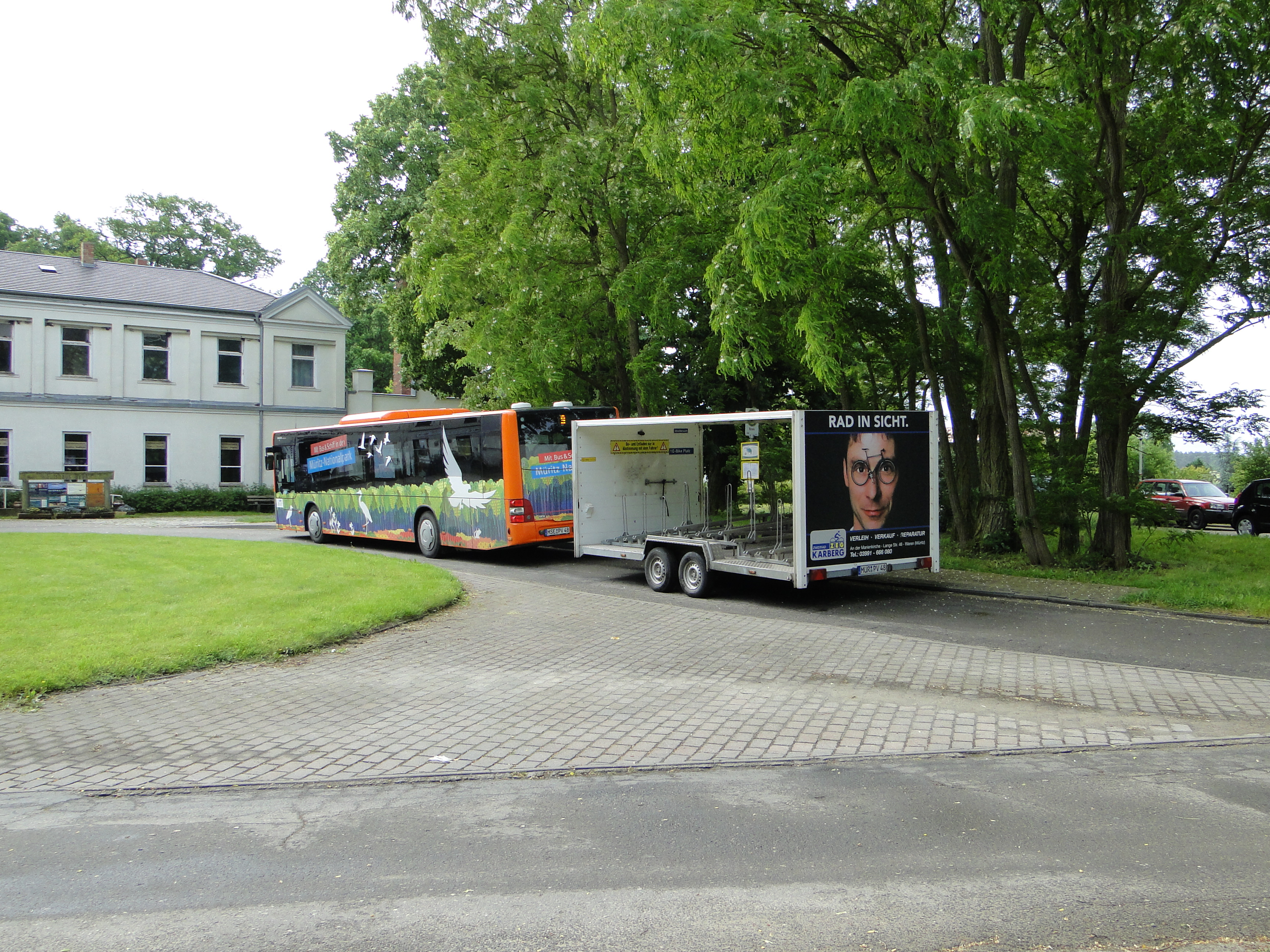
Nationalparkbus vor dem Gebäude der Nationalpark-Information Boek

Der Nationalpark ist vollständig mit Wander- und Fahrradwegen, Rastplätzen, Aussichtstürmen und Beobachtungsständen erschlossen.
Bereits seit 1997 gibt es von Mai bis Oktober eine Nationalpark-Buslinie inklusive Fahrradbeförderung. Sie verkehrt von Waren aus über Federow, Speck, Boek und die Bolter Mühle nach Rechlin-Nord. Bedient werden dabei zahlreiche Haltestellen im für Kfz gesperrten Parkbereich. Das spezielle Nationalpark-Ticket gibt es auch als besonderes Kombiangebot für Bus und Müritz-Schifffahrt, die Fahrpläne sind für Rundfahrten abgestimmt.
Seit 2018 können Übernachtungsgäste der Urlaubsorte Klink, Rechlin, Röbel/Müritz und Waren (Müritz), die im Besitz einer gültigen Kurkarte sind den Nationalpark-Bus (sowie weitere Buslinien) unentgeltlich nutzen.
In Waren selbst existiert seit 2007 mit dem Müritzeum ein größeres Informations- und Naturerlebniszentrum für Nationalparkregion und Umgebung. Daneben existieren sieben weitere, kostenfreie Informationsstellen der Nationalparkverwaltung, wo Ausstellungen über Natur und Landschaft informieren.
Die Initiative der „Müritz-Nationalpark-Partner“, eine Kooperation von 47 überwiegend touristischen Betrieben, existiert seit 2005 und arbeitet eng mit der Nationalparkverwaltung und dem Tourismusverband Mecklenburgische Seenplatte zusammen.

## Partner
Müritz-Nationalpark-Partner sind regionale Unternehmen, die sich für den Nationalpark engagieren und somit einen Anteil zum Schutz der Natur beitragen. Derzeit hat der Nationalpark 48 Partner (Stand 2020), die in ihrem Unternehmen regionale Produkte verwenden und eine enge Kooperation mit dem Nationalparkamt und anderen Partnern pflegen. Ein Vergaberat entscheidet jährlich darüber, welche Betriebe als Partner ausgezeichnet werden.

## Filmografie
- Im Müritz-Nationalpark. Dokumentarfilm, 45 Min., Deutschland, 1998, von Hanna Lehmbäcker und Martin Rötger, Produktion: Komplett-Media-GmbH, Grünwald (ISBN 3-89672-494-0), Kurzbeschreibung des MDR